# きょうも茶ッピーエンド
「きょうも茶ッピーエンド」（きょうもチャッピーエンド）は、2002年12月 - 2003年1月に、NHKの音楽番組『みんなのうた』で放送された楽曲。作詞：白峰美津子、作曲・編曲：渡部チェル、歌：デューク・エイセス。

## 概要
2002年12月 - 2003年1月まで『みんなのうた』で放送された。デューク・エイセスが『みんなのうた』を担当するのは14曲目。テレビ放送でのイラストはスソアキコ、アニメーションは花岡佳子が担当した。またアニメ内にはカエルに扮したデューク・エイセスのメンバーが登場する。
アニメーションは4:3のため、NHK衛星ハイビジョンと地上デジタル放送では左右にサイドパネルがつけられた。
デューク・エイセスは2017年に解散したため、当曲がデューク・エイセスが『みんなのうた』を担当した最後の歌となった。
2023年2月 - 3月に通常番組で再放送された。